# Idryma Kinonikon Asfaliseon

Logo des IKA

Das Idryma Kinonikon Asfaliseon (griechisch Ίδρυμα Κοινωνικών Ασφαλίσεων; dt. etwa „Anstalt für Sozialversicherung“), abgekürzt IKA, war über lange Zeit der Hauptträger der gesetzlichen Sozialversicherung für Arbeitnehmer in Griechenland. Die Gründung erfolgte 1934. Sitz war Athen.
Im Rahmen einer weitreichenden administrativen Konsolidierung ging das IKA zum Jahresbeginn 2017, nebst weiterer öffentlicher Sozialversicherungskassen, in den neu gegründeten Ethnikos Foreas Kinonikis Asfalisis (griechisch: Εθνικός Φορέας Κοινωνικής Ασφάλισης (ΕΦΚΑ); dt. etwa „Nationaler Sozialversicherungsträger (EFKA)“) über. 

## Bedeutung
IKA war zuletzt die größte Versicherungsanstalt des Landes, gewährte es doch Versicherungsschutz an ca. 6 Millionen direkt oder indirekt (d. h. über Familienangehörige) Versicherte, sowie Renten an fast eine Million Bürger.
Das IKA versicherte diejenigen Arbeitnehmer, die in Griechenland oder im Ausland bei einem in Griechenland ansässigen Arbeitgeber in einem abhängigen Arbeitsverhältnis standen, aber auch diejenigen, die eine persönliche Arbeit aufgrund eines Werkvertrags im Haupt- oder Nebenberuf leisteten, für die sie bei keinem anderen allgemeinen Versicherungsträger versichert waren. Außerdem wurden durch das IKA auch verschiedene Personengruppen versichert, die keinen festen Arbeitgeber hatten und deren Versicherung durch ihre Verbände oder ihre Versicherungsgenossenschaften erfolgte (Ladearbeiter, Zeitungsverkäufer, Schlachter usw.) oder Personengruppen, die von besonderen Vorschriften erfasst wurden (z. B. private Krankenschwestern). Für Arbeitnehmer bestand eine gesetzliche Versicherungspflicht, und Arbeitgeber hatten die Beiträge an den Versicherungsträger abzuführen.

## Leistungen
In der Krankenversicherung wird Versicherungsschutz grundsätzlich durch Gewährung von Sachleistungen, das heißt durch Behandlung in öffentlichen Krankenhäusern, privaten Vertragskliniken und Krankenhäusern des IKA-ETAM in Anspruch genommen werden. In städtischen Gebieten können die Versicherten ihren Hausarzt aus einer Liste auswählen, in ländlichen Gebieten dagegen gibt es keine freie Arztwahl; der Versicherte hat den örtlich zuständigen Arzt des Versicherungsträgers aufzusuchen.
Die Behandlung ist kostenfrei. Dies gilt auch für zahnärztliche Behandlungen sowie Untersuchungen in den Laboren des IKA. Das IKA übernimmt auch die Kosten für Prothesen, medizinische Hilfsmittel wie Herzschrittmacher, Hörgeräte, Rollstühle und Kontaktlinsen, wenn die Notwendigkeit durch ein medizinisches Gutachten des behandelnden Arztes belegt ist. Nur bei verschreibungspflichtigen Medikamenten müssen Patienten 25 % des Preises zuzahlen.
Im Krankheitsfall wird je nach Versicherungsdauer auch Krankengeld für bis zu zwei Jahre bezahlt. Weitere von IKA-ETAM gewährte Leistungen sind Geburtsbeihilfen, Mutterschaftsgeld, Invaliditätsrenten, Altersrenten, Hinterbliebenenrenten, Verletztengeld bei Unfällen. Für die Arbeitslosenversicherung und Kindergeld ist dagegen nicht das IKA, sondern die Arbeitsverwaltung OAED zuständig.

## Finanzlage
Das IKA leidet unter chronischer Finanznot. Im Jahr 2009 musste es mit 2,6 Milliarden Euro vom Staat unterstützt werden. Presseberichte, die das IKA als „schwarzes Loch“ bezeichnen, dessen Zusammenbruch bevorstehe, werden jedoch dementiert.
Als eine der Ursachen der Finanzlage wird eine Vielzahl von Rentenbetrügereien angesehen, die 2011 aufgedeckt wurden: Nachdem aufgefallen war, dass Renten an über 9000 Rentner im Alter von über 100 Jahren überwiesen werden, mussten sich alle Rentner zur persönlichen Identifizierung melden. Hierdurch wurde aufgedeckt, dass 63.500 – teilweise schon lange – verstorben waren und in den letzten zehn Jahren etwa 7 bis 8 Milliarden Euro an Angehörige der Verstorbenen bezahlt worden waren. Ferner erlitten die griechischen Rentenkassen starke Verluste durch den zur Bewältigung der Finanzkrise durchgeführten Schuldenschnitt, da sie etwa 8 Milliarden Euro Beitragsgelder in griechischen Staatsanleihen angelegt hatten. Wegen der Finanzkrise hat der griechische Staat zudem die Zuschüsse an die Krankenhäuser und Versicherungskassen eingefroren. Mittlerweile sind unbezahlte Rechnungen von rund zwei Milliarden Euro aufgelaufen, sodass Lieferanten die staatlichen Kliniken nur noch gegen Vorkasse beliefern und Apotheken Arzneimittel nur gegen Barzahlung abgeben.